# Madre India
Madre India o Mother India es una película india, producida en 1956 y estrenada oficialmente en salas cinematográficas en 1957. La película consiste en un melodrama épico, dirigida por Mehboob Khan y protagonizada por Nargis Dutt, Sunil Dutt, Rajendra Kumar y Raaj Kumar. El título de la película fue elegida para hacer frente a la escritora estadounidense, Katherine Mayos. Tras la publicación de su libro polémico de 1927, titulado "Mother India", en la que refleja parte de la cultura india. Las alusiones de la mitología hindú, son abundantes en esta película. Su personaje principal Radha, ha sido visto como una representación metonímica, de una mujer hindú que refleja los altos valores morales y el concepto que significa, lo que es ser una madre dentro de la sociedad a través del autosacrificio. Representa metafóricamente del concepto de "Madre India", como nación a raíz de la independencia. Que alude a un fuerte sentido de nacionalismo y nación. Si bien algunos autores, tratan de ver al personaje principal  "Radha", como el símbolo de empoderamiento de las mujeres. Otros autores lo ven, un elenco de estereotipos femeninos. Los elementos edípicos entre Radha y Birju, también han sido discutidos por los autores.

## Sinopsis
Radha (Nargis), es considerada como la "madre" de la aldea, que acude a inaugurar una nueva obra. La mujer, ahora anciana, empieza a recordar su pasado. Su mente viaja hasta el día de su boda con Shamu (Raaj Kumar), cuya celebración es costeada por la madrina de Radha a través de un prestamista llamado Sukhilala (Kanhaiyalal). Debido a los alevados costos del evento, la familia se ve en una extrema pobreza que perdurará hasta que prácticamente llega el final de los días. Para pagar ese préstamo, se ven obligados a vender tres cuartas partes de su cosecha en el campo. La tragedia empieza a tomar desgracia sobre la familia, cuando su esposo Shamu pierde sus dos brazos en un accidente. Avergonzado por su impotencia y la humillación de sus paisanos. Abandona a Radha, quien se ve obligada a hacerse cargo de sus traviesos hijos y a enfrentarse al prestamista y otros retos futuros.